# Warburgiella pycnophylla
Warburgiella pycnophylla är en bladmossart som beskrevs av Fleischer 1923. Warburgiella pycnophylla ingår i släktet Warburgiella och familjen Sematophyllaceae. Inga underarter finns listade i Catalogue of Life.